# 桑德克里克鎮區 (印地安納州詹寧斯縣)
桑德克里克鎮區（英語：Sand Creek Township）是位於美國印地安納州詹寧斯縣的一個行政鎮區。

## 地方資料
根據2010年美國人口普查的數據，桑德克里克鎮區的面積為72.40平方千米，當中陸地面積為71.80平方千米，而水域面積為0.60平方千米。當地共有人口872人，而人口密度為每平方千米12.04人。